# Carpobrotus quadrifidus
Carpobrotus quadrifidus är en isörtsväxtart som beskrevs av L. Bol. Carpobrotus quadrifidus ingår i släktet middagsblommor, och familjen isörtsväxter. Inga underarter finns listade i Catalogue of Life.

## Bildgalleri

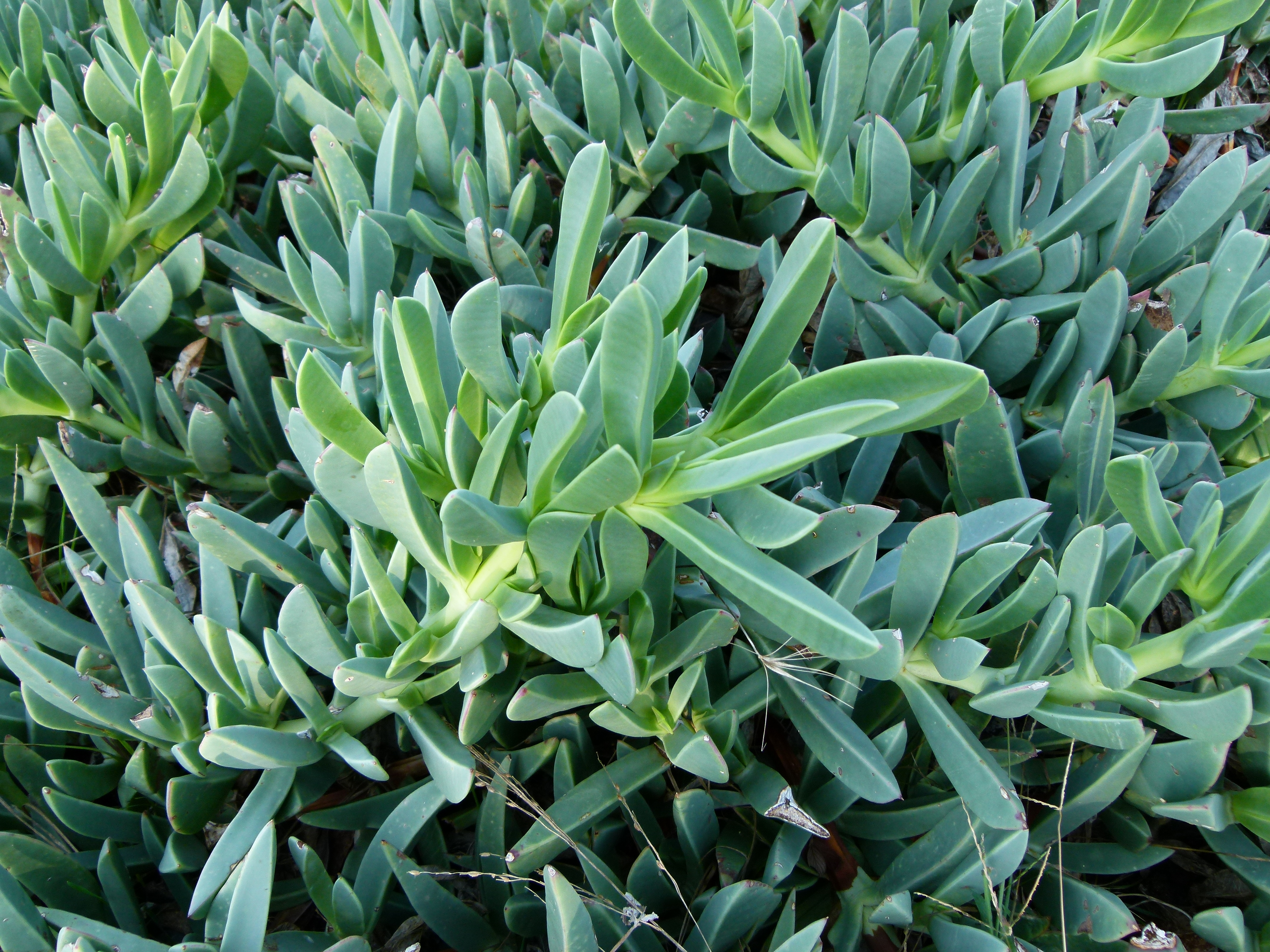